# ヤマクワガタ
ヤマクワガタ（山鍬形、学名：Veronica japonensis）は、オオバコ科クワガタソウ属の多年草。
従来の新エングラー体系、クロンキスト体系では、クワガタソウ属はゴマノハグサ科に含められていた。

## 特徴
茎は分枝して、地に伏して横にはい、節から根をおろして広がる。長さは10-20cmになり、開出する軟毛がやや蜜に生え、茎先は斜上する。葉は対生し、広卵形で長さ12-25mm、幅9-20mm、先端はややとがり基部は切形状の円形になり、縁には3-8対の先の鈍い鋸歯があり、両面に白毛が散生する。葉柄は長さ2-10mmになり、軟毛が生え、葉身との境が明瞭である。
花期は7-8月。茎上部の葉腋から総状花序を出し、3-8個の花をまばらにつける。花序は長く、果期には葉の1.5-2倍の長さになる。花柄は長さ2-3mmになり、軟毛がやや密に生える。萼は基部まで深く4裂し、萼裂片は狭披針形で先がとがる。花冠は広く開いた皿形で4裂し、径8mmになり、淡紅白色で、花冠裂片の上側の1裂片は他のものより大きい。雄蕊は2個、雌蕊は1個ある。果実は蒴果となり、菱型状の扇形で、長さ3-4mm、幅8-10mm、先端は少しへこみ両端はややとがり、基部は広いくさび形となる。種子は板状の楕円形で数個あり、長さ1mmになる。

## 分布と生育環境
日本固有種。本州の東北地方南部、関東地方北部、中部地方北部の亜高山帯に分布し、亜高山帯針葉樹林やブナ林の林下に生育する。

## 分類
近縁種では、クワガタソウ Veronica miqueliana Nakai があり、茎は直立または斜上し、高さ10-20cm、茎には曲がった毛が散生し、花期は5-6月。本州の東北地方南部から関東地方、中部地方、紀伊半島に分布し、ヤマクワガタ生育域より標高の低い樹林内に生育する。また、サンインクワガタ Veronica muratae T.Yamaz. は茎は地を這い、高さ10-30cm、茎に屈毛が密生し、葉の裏面は葉脈上を除いてほとんど無毛、花期は5-6月。本州の京都府から山口県までの主に日本海側に分布する。

## ギャラリー
- 花。
- 花柄に軟毛がやや密に生える。果実は菱型になる。
- 全姿。
- 茎は横にはって、茎先は斜上する。茎に開出する軟毛がやや蜜に生える。